# Philodromus frontosus
Philodromus frontosus är en spindelart som beskrevs av Simon 1897. Philodromus frontosus ingår i släktet Philodromus och familjen snabblöparspindlar. Inga underarter finns listade i Catalogue of Life.